# Giuseppe Cotta
Giuseppe Cotta (Torino, 3 aprile 1785 – Torino, 28 dicembre 1868) è stato un banchiere e politico italiano.

## Biografia
Giuseppe Cotta nacque a Torino, figlio del barone Giuseppe Antonio e di Margherita Montabune. 
sposò Barbara Mina, figlia di Sebastiano Domenico Mina, procuratore patrimoniale(e in seguito auditore e patrimoniale generale) di S.M. il Re Carlo Alberto. Per matrimonio divenne quindi cognato del barone Bozzi di S.Maria di Bagnolo(marito di Anna, sorella di Barbara)e cugino di don Domenico Defendente Mina, cappellano del Re. Di Giuseppe Cotta si ricorda l'impegno sociale che gli valse i soprannomi di "banchiere limosiniere" e "banchiere della Provvidenza" e la nomina, da parte di S.S Pio IX, a commendatore dell'ordine di S.Gregorio Magno. Fu uno dei principali benefattori dell'opera di Don Bosco. e proprio legato alla devozione a don Bosco è il miracolo che vide protagonista Giuseppe Cotta, ecco il resoconto che ne fece il sac.C.Chiala:
" Trovavasi il Comm. Barone Cotta, banchiere di questa città di Torino, Senatore del Regno, quasi morente nel suo letto, quando si presenta a lui il Direttore dell'Oratorio di san Francesco di Sales. L'ammalato, dato per disperato dai medici, con un sottilissimo filo di voce e tentennando il capo gli disse: ancora pochi minuti, poi bisogna partire per l'eternità.
Oh no, Commendatore, rispose il Sacerdote, la Madonna ha ancora bisogno di lei in questo mondo. Mi è necessario ch'ella viva per aiutarmi nella costruzione della sua chiesa.
Ben volentieri lo farei, ma ormai sono agli ultimi: non c'è più speranza.
E che cosa farebbe se Maria Ausiliatrice le ottenesse la grazia di guarire?
E il Barone Cotta, colpito a quella interrogazione fattagli con volto ilare e sereno, se guarisco, disse, prometto di pagare per sei mesi due mila franchi al mese per la chiesa di Valdocco.
Ebbene io ritorno all'Oratorio e vi farò far tante preghiere a Maria Ausiliatrice, che spero ella otterrà la grazia di guarire.
Tre giorni dopo, mentre il Direttore dell'Oratorio trovavasi nella sua camera, gli si annunzia la visita di un Signore. Viene introdotto: era il sig. Comma Cotta, che guarito contro l'aspettazione di tutti e con somma maraviglia della famiglia e dei conoscenti, veniva a soddisfare la prima rata della sua promessa. E sempre {204 [508]} finché visse conservò gratitudine alla gran Madre di Dio per quel segnalato favore ottenuto, e contribuì non poco ai lavori della Chiesa."
Giuseppe Cotta fu inoltre membro di importanti istituzioni pubbliche (il Consiglio generale e ordinario dell'amministrazione del Debito pubblico; la Camera di commercio; la Borsa di commercio; il Consiglio di amministrazione della Cassa di risparmio di Torino; il Consiglio superiore dell'amministrazione centrale della Banca Nazionale) e caritative (fu direttore dell'Opera della Mendicità Istruita). Tra 1849 e 1852 fu anche consigliere comunale della città.